# Alive 35 World Tour
Alive 35 World Tour bylo světové koncertní turné americké rockové skupiny Kiss k 35 letům její existence. Skupina vystupovala v kostýmech z období Destroyer a na koncertech hrála převážně písně z alba Alive!. Během turné skupina poprvé zavítala do Bulharska, Řecka, Lotyšska, Ruska, Lucemburska, Kolumbie, Peru a Venezuele.
Turné navštívilo více než 385 000 fanoušků.

## Seznam písní
1. Deuce
2. Strutter
3. Got To Choose
4. Hotter Than Hell
5. Nothin' to Lose
6. C'mon and Love Me
7. Parasite
8. She (Tommy Thayer solo)
9. 100,000 Years (Eric Singer solo)
10. Cold Gin
11. Let Me Go, Rock 'n' Roll
12. Black Diamond
13. Rock and Roll All Nite

Přídavky
1. Shout It Out Loud
2. Lick It Up
3. I Love It Loud (Gene Simmons solo)
4. I Was Made for Lovin' You
5. Love Gun (Paul Stanley letí na scénu B)
6. Detroit Rock City

## Turné v datech
| Datum                 | Město                       | Stát                   | Místo                            |
| Austrálie/Nový Zéland | Austrálie/Nový Zéland       | Austrálie/Nový Zéland  | Austrálie/Nový Zéland            |
| --------------------- | --------------------------- | ---------------------- | -------------------------------- |
| 16. března 2008       | Melbourne                   | Austrálie              | Melbourne Grand Prix Circuit     |
| 18. března 2008       | Brisbane                    | Austrálie              | Brisbane Entertainment Centre    |
| 20. března 2008       | Sydney                      | Austrálie              | ACER Arena                       |
| 22. března 2008       | Wellington                  | Nový Zéland            | Rock2Wgtn                        |
| Evropa                |                             |                        |                                  |
| 9. května 2008        | Oberhausen                  | Německo                | König Pilsener Arena             |
| 11. května 2008       | Mnichov                     | Německo                | Olympiahalle                     |
| 12. května 2008       | Vídeň                       | Rakousko               | Wiener Stadthalle                |
| 13. května 2008       | Verona                      | Itálie                 | Arena di Verona                  |
| 16. května 2008       | Sofie                       | Bulharsko              | Akademik Stadium                 |
| 18. května 2008       | Atény                       | Řecko                  | Terra Vibe Park                  |
| 22. května 2008       | Riga                        | Lotyšsko               | Arena Riga                       |
| 24. května 2008       | Moskva                      | Rusko                  | Olimpiyskiy Arena                |
| 26. května 2008       | Petrohrad                   | Rusko                  | Ice Palace                       |
| 27. května 2008       | Helsinki                    | Finsko                 | Hartwall Arena                   |
| 28. května 2008       | Helsinki                    | Finsko                 | Hartwall Arena                   |
| 30. května 2008       | Stockholm                   | Švédsko                | Stockholms Stadion               |
| 31. května 2008       | Oslo                        | Norsko                 | Vallhall Arena                   |
| 1. června 2008        | Bergen                      | Norsko                 | Koengen                          |
| 3. června 2008        | Copenhagen                  | Dánsko                 | Copenhagen Forum                 |
| 4. června 2008        | Hamburg                     | Německo                | Color Line Arena                 |
| 6. června 2008        | Praha                       | Česko                  | O2 arena                         |
| 9. června 2008        | Berlín                      | Německo                | Berlin Velodrom                  |
| 10. června 2008       | Mannheim                    | Německo                | SAP Arena                        |
| 11. června 2008       | Oberhausen                  | Německo                | König Pilsener Arena             |
| 13. června 2008       | Castle Donington            | Anglie                 | Download Festival                |
| 15. června 2008       | Nijmegen                    | Nizozemsko             | Arrow Rock Festival              |
| 17. června 2008       | Paříž                       | Francie                | Palais Omnisports de Paris-Bercy |
| 18. června 2008       | Stuttgart                   | Německo                | Schleyerhalle                    |
| 21. června 2008       | Bilbao                      | Španělsko              | Kobetasonik Festival             |
| 23. června 2008       | Curych                      | Švýcarsko              | Hallenstadion                    |
| 24. června 2008       | Milán                       | Itálie                 | Datchforum                       |
| 26. června 2008       | Esch-sur-Alzette            | Lucembursko            | Rockhal                          |
| 27. června 2008       | Nuremberg                   | Německo                | Nuremberg Arena                  |
| 28. června 2008       | Dessel                      | Belgie                 | Graspop Metal Meeting            |
| Severní Amerika       |                             |                        |                                  |
| 4. srpna 2008         | Sturgis                     | Spojené státy americké | Rock'n The Rally                 |
| 29. srpna 2008        | Las Vegas                   | Spojené státy americké | Pearl Concert Theater            |
| 30. srpna 2008        | Lake Tahoe                  | Spojené státy americké | Harvey's Outdoor Arena           |
| 31. srpna 2008        | Kelseyville                 | Spojené státy americké | Konocti Harbor Amphitheatre      |
| Jižní Amerika         |                             |                        |                                  |
| 3. dubna 2009         | Santiago                    | Chile                  | Estadio Municipal de La Florida  |
| 5. dubna 2009         | Buenos Aires                | Argentina              | River Plate Stadium              |
| 7. dubna 2009         | São Paulo                   | Brazílie               | Anhembi Convention Center        |
| 8. dubna 2009         | Rio de Janeiro              | Brazílie               | Praça da Apoteose                |
| 11. dubna 2009        | Bogotá                      | Kolumbie               | Simón Bolívar Park               |
| 14. dubna 2009        | Lima                        | Peru                   | National Stadium                 |
| 17. dubna 2009        | Caracas                     | Venezuela              | Hipódromo La Rinconada           |
| Severní Amerika       |                             |                        |                                  |
| 27. června 2009       | Milwaukee                   | Spojené státy americké | Milwaukee Summerfest             |
| 10. července 2009     | Sarnia                      | Kanada                 | Sarnia Bayfest                   |
| 11. července 2009     | Windsor                     | Kanada                 | Colosseum at Caesars Windsor     |
| 13. července 2009     | Montreal                    | Kanada                 | Bell Centre                      |
| 15. července 2009     | Ottawa                      | Kanada                 | Ottawa Bluesfest                 |
| 16. července 2009     | Quebec City                 | Kanada                 | Festival d'été de Québec         |
| 18. července 2009     | Halifax                     | Kanada                 | Halifax Rocks 2009               |
| 20. července 2009     | Orillia                     | Kanada                 | Casino Rama                      |
| 21. července 2009     | Orillia                     | Kanada                 | Casino Rama                      |
| 28. července 2009     | Paso Robles                 | Spojené státy americké | California State Fair            |
| Severní Amerika       |                             |                        |                                  |
| 25. září 2009         | Detroit                     | Spojené státy americké | Cobo Arena                       |
| 26. září 2009         | Detroit                     | Spojené státy americké | Cobo Arena                       |
| 28. září 2009         | Cleveland                   | Spojené státy americké | Quicken Loans Arena              |
| 29. září 2009         | London, Ontario             | Kanada                 | John Labatt Centre               |
| 1. října 2009         | Montreal                    | Kanada                 | Bell Centre                      |
| 2. října 2009         | Toronto                     | Kanada                 | Air Canada Centre                |
| 3. října 2009         | Uncasville                  | Spojené státy americké | Mohegan Sun Arena                |
| 5. října 2009         | Boston                      | Spojené státy americké | TD Garden                        |
| 7. října 2009         | Oshawa                      | Kanada                 | General Motors Centre            |
| 9. října 2009         | Uniondale                   | Spojené státy americké | Nassau Coliseum                  |
| 10. října 2009        | New York City               | Spojené státy americké | Madison Square Garden            |
| 12. října 2009        | Philadelphia                | Spojené státy americké | Wachovia Center                  |
| 13. října 2009        | Washington, DC              | Spojené státy americké | Verizon Center                   |
| 16. října 2009        | Hampton                     | Spojené státy americké | Hampton Coliseum                 |
| 17. října 2009        | Greenville                  | Spojené státy americké | Bi-Lo Center                     |
| 19. října 2009        | Pensacola                   | Spojené státy americké | Pensacola Civic Center           |
| 21. října 2009        | Tampa                       | Spojené státy americké | St. Pete Times Forum             |
| 22. října 2009        | Fort Lauderdale             | Spojené státy americké | BankAtlantic Center              |
| 24. října 2009        | Birmingham                  | Spojené státy americké | BJCC Arena                       |
| 26. října 2009        | Atlanta                     | Spojené státy americké | Philips Arena                    |
| 28. října 2009        | Nashville                   | Spojené státy americké | Sommet Center                    |
| 29. října 2009        | Little Rock                 | Spojené státy americké | Verizon Arena                    |
| 31. října 2009        | New Orleans                 | Spojené státy americké | Voodoo Music Experience          |
| 6. listopadu 2009     | Chicago                     | Spojené státy americké | United Center                    |
| 7. listopadu 2009     | Minneapolis                 | Spojené státy americké | Target Center                    |
| 9. listopadu 2009     | Winnipeg, Manitoba          | Kanada                 | MTS Centre                       |
| 10. listopadu 2009    | Saskatoon                   | Kanada                 | Credit Union Centre              |
| 12. listopadu 2009    | Calgary                     | Kanada                 | Pengrowth Saddledome             |
| 14. listopadu 2009    | Vancouver, Britská Kolumbie | Kanada                 | General Motors Place             |
| 15. listopadu 2009    | Seattle                     | Spojené státy americké | KeyArena at Seattle Center       |
| 17. listopadu 2009    | Portland                    | Spojené státy americké | Rose Garden                      |
| 19. listopadu 2009    | Sacramento                  | Spojené státy americké | ARCO Arena                       |
| 21. listopadu 2009    | Fresno                      | Spojené státy americké | Save Mart Center                 |
| 22. listopadu 2009    | Oakland                     | Spojené státy americké | Oracle Arena                     |
| 24. listopadu 2009    | Anaheim                     | Spojené státy americké | Honda Center                     |
| 25. listopadu 2009    | Los Angeles                 | Spojené státy americké | Staples Center                   |
| 27. listopadu 2009    | San Diego                   | Spojené státy americké | San Diego Sports Arena           |
| 28. listopadu 2009    | Las Vegas                   | Spojené státy americké | Pearl Concert Theater            |
| 1. prosince 2009      | Glendale                    | Spojené státy americké | Jobing.com Arena                 |
| 2. prosince 2009      | El Paso                     | Spojené státy americké | Don Haskins Center               |
| 4. prosince 2009      | Austin                      | Spojené státy americké | Frank Erwin Center               |
| 5. prosince 2009      | Houston                     | Spojené státy americké | Toyota Center                    |
| 6. prosince 2009      | Dallas                      | Spojené státy americké | American Airlines Center         |
| 8. prosince 2009      | Tulsa                       | Spojené státy americké | BOK Center                       |
| 10. prosince 2009     | Kansas City                 | Spojené státy americké | Sprint Center                    |
| 11. prosince 2009     | Council Bluffs              | Spojené státy americké | Mid-America Center               |
| 13. prosince 2009     | Pittsburgh                  | Spojené státy americké | Mellon Arena                     |

## Sestava
Kiss
- Paul Stanley – rytmická kytara, zpěv
- Gene Simmons – basová kytara, zpěv
- Tommy Thayer – sólová kytara, zpěv
- Eric Singer – bicí, zpěv